# Sugarfree
Gli Sugarfree sono un gruppo musicale pop rock italiano formatosi a Catania nel 2000 e divenuto celebre con la hit Cleptomania nel 2004.

## Storia
Iniziano la loro carriera nel 2000, fondati da Alfio Consoli, Carmelo Siracusa, Giuseppe Lo Iacono e Luca Galeano, ai quali si aggiunge il tastierista Vincenzo Pistone, suonando cover rock degli anni '50-'60, ottenendo un'immediata risposta positiva del pubblico catanese. Il passo è breve, da quando le reti locali siciliane si interessano alla band di giovani musicisti e offrono loro l'occasione di esibirsi in diverse esecuzioni dal vivo, fino a quando debuttano nel circuito musicale nazionale con il brano Cleptomania, che diventa subito un successo e nell'ottobre del 2004 viene pubblicato da Warner Music Italy. 
Con Cleptomania la band cambia anche front-man e il testimone viene passato a Matteo Amantia Scuderi, nonostante a detta della band alcune voci di Alfio Consoli siano registrate, sottoforma di cori sussurrati, nel brano pubblicato nel 2004
Con Cleptomania la band si aggiudica il disco di platino in Italia per le oltre 60 000 copie vendute. Inoltre, il brano conquista velocemente il pubblico piazzandosi per ben cinque settimane al n. 1 della classifica (Fimi-Nielsen) dei singoli più venduti e per ben 22 settimane nella Top Five, oltre a risultare una delle canzoni più scaricate sotto forma di suoneria per telefoni cellulari. 
A gennaio del 2005 i musicisti entrano in studio per lavorare al loro primo album Clepto-manie, che viene pubblicato il 6 maggio (su etichetta Atlantic-WMI) anticipato dal singolo Cromosoma, con il quale la band esordisce al Festivalbar 2005. L'album, già disco d'oro in prevendita, la vede protagonista con il Clepto-Manie Tour per tutto il 2005.

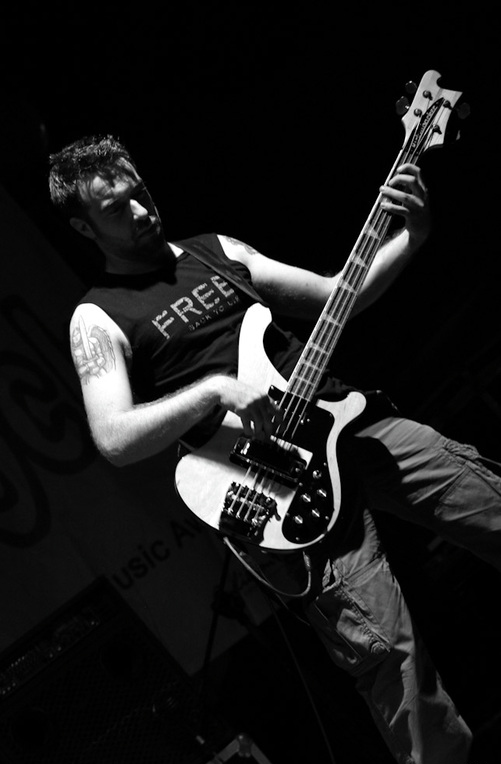
Carmelo Siracusa

Nel 2006 il complesso conquista il primo posto della classifica dei singoli nella categoria "gruppi" per l'anno 2005. A febbraio del 2006 partecipa al 56º Festival di Sanremo con il brano Solo lei mi dà. Per tale occasione l'album Clepto-manie viene pubblicato in una nuova versione arricchita dalla presenza di un DVD, del brano sanremese e di un altro inedito, Inossidabile, col quale partecipano al Festivalbar 2006.
Nel gennaio 2008 la band ritorna sulle scene con il singolo Scusa ma ti chiamo amore, tratto dall'omonimo film campione d'incassi diretto da Federico Moccia. Il brano scala le classifiche ed è fra i più venduti del 2008. Il tour 2008 Aspettando Argento vede il complesso degli Sugarfree ancora protagonista di successo nella scena live italiana. Il 26 settembre 2008 esce il secondo album di inediti Argento, anticipato in radio dal singolo Splendida, scelto per sostituire la canzone Suddenly I See presente durante i titoli di coda nella versione originale del film statunitense Appuntamento al buio (Blind Dating) del regista James Keach. Ancora un gemellaggio con il cinema porta i ragazzi oltre oceano per un mini-tour negli USA.
Nel 2009 Alfio Consoli subentra nel ruolo di front-man al posto di Matteo Amantia Scuderi, il quale si dedica ad un percorso sa solista, mentre Salvo Urzì sostituisce Luca Galeano alla chitarra; poco dopo il tastierista Vincenzo Pistone abbandona il complesso per motivi personali, così la band decide di proseguire il proprio percorso in formazione a quattro. Nell'agosto dello stesso anno, grazie alla grossa mole di fan al seguito, la band viene premiata all'Italian Fanclub Music Award, andato in onda su Rai 2. 
L'Origine Tour 2009 e In Simbiosi Tour 2010 hanno visto la band degli Sugarfree in giro per l'Italia a promuovere la rinnovata formazione e l'EP In simbiosi, uscito nel 2009, dal quale sono stati estratti due singoli: Regalami un'estate (che con la sua fresca atmosfera è riuscito ad entrare in top 50 della classifica Nielsen e a conquistare una grossa fetta di ascoltatori) e Amore nero. In occasione di San Valentino 2010, quest'ultimo brano viene incluso nella compilation Amore.. Amore in musica distribuito da Edel.
Il 6 maggio 2011 la band torna in radio con il nuovo singolo Lei mi amò, composto e scritto da Fortunato Zampaglione, già autore del brano Solo lei mi dà, con il quale il complesso aveva collaborato in passato in occasione del Festival di Sanremo 2006.

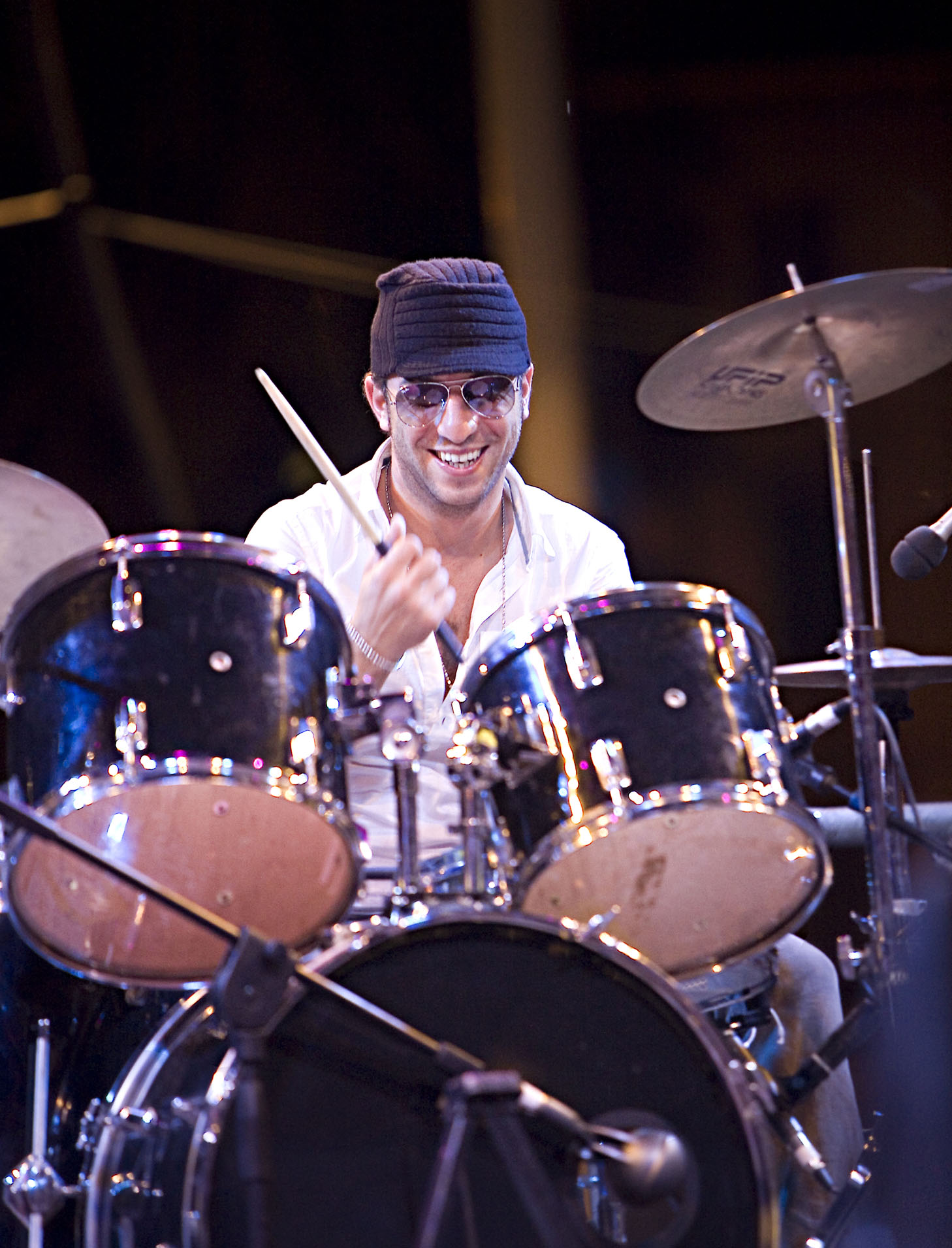
Giuseppe Lo Iacono

Questo singolo precede l'album dal titolo Famelico, il quarto nella storia della band, realizzato con la produzione artistica di Fabio Moretti e Claudio Guidetti.
Il 9 ottobre 2011 il complesso riceve il Premio Mia Martini speciale, per la vocazionale propensione di arrivare dritto al cuore della gente. Un mese dopo la band torna "on air" con Famelico, il secondo brano estratto dall'omonimo album, che dà il nome al Live Tour 2011. il complesso saluta il 2011 con il concerto acustico realizzato negli studi RAI di Radio Uno per lo speciale Live Stelle di Natale a cura di Gian Maurizio Foderaro andato in onda il 31 dicembre.
Nel 2012 la band debutta sul piccolo schermo come special guest nella sit-com e-band, la nuova serie di Disney Channel che coniuga il mondo adolescenziale con la passione per la musica e l'uso della tecnologia più avanzata.
Venerdì 1º giugno 2012 la band ritorna on-air su etichetta Edel Music Italy con Ti Troverò, un nuovo singolo per l'estate. Poco dopo il chitarrista Salvo Urzì lascia la formazione: Alfio Consoli, Carmelo Siracusa e Giuseppe Lo Iacono comunicano l'intenzione di continuare a portare avanti la loro musica annunciando che nessun elemento verrà inserito stabilmente nell'organico e che la band proseguirà la propria attività nella formazione a tre, avvalendosi della collaborazione di altri musicisti di supporto durante i live. Il nuovo brano si aggiunge alla scaletta del Live Tour 2012: la sintesi di un viaggio, tra "rock e batticuore", che infrange le barriere del tempo e ripercorre la storia del complesso degli Sugarfree dagli esordi di Cleptomania, Solo lei mi dà e Scusa ma ti chiamo amore, fino alle più recenti Amore nero, Lei mi amò e Famelico.
Nel 2013 radio-date per Pura e Semplice, brano che accompagnerà la band per tutte le tappe dei LiVE Tour 2013 e 2014.
Nel dicembre 2014 Alfio Consoli comunica ufficialmente la conclusione della sua esperienza musicale con la band e qualche giorno dopo, sulla pagina ufficiale Facebook del complesso, viene annunciato da Carmelo Siracusa e Giuseppe Lo Iacono il ritorno nella formazione di Matteo Amantia Scuderi. 
Il Live Tour 2015, il primo dal ritorno di Matteo Amantia nella band, ha visto gli Sugarfree su diversi palchi italiani. Nel 2016 esce il singolo Ti amo a Milano, brano energico ed orecchiabile che riscuote un buon successo radiofonico. Nel 2017 la band, pubblica altri due singoli Le tue favole e Non basta stare insieme. Nel 2019 esce il brano Frutta in collaborazione con Serena de Bari. Nel giugno 2020 esce Niente è come prima, un brano scritto da Gatto Panceri e arrangiato da Emiliano Patrick Legato che racconta delle criticità molto attuali, come l'esser sempre schiavi della tecnologia e carenti di rapporti umani, il tutto amplificato dal periodo pandemico, ma lanciando una speranza per il futuro. 
Il gruppo resta insieme fino al 2022 per poi avere un altro cambio di line-up. Carmelo Siracusa lascia la band per dedicarsi ad altri progetti musicali che lo vedevano già coinvolto. 
Nell'aprile del 2024, gli Sugarfree lanciano il nuovo singolo Non è l'amore, che apre le porte ad un nuovo sound ancora più elettronico. 
Dal giorno 11 gennaio 2025 Matteo Amantia partecipa come concorrente alla terza edizione di Ora o mai più, condotta da Marco Liorni su Rai 1, in rappresentanza degli Sugarfree e si classifica al secondo posto. Durante la puntata finale di sabato 1 Marzo, viene presentato il nuovo singolo della band Sugarfree intitolato Togliersi di torno, un brano funk elettronico che racconta in chiave ironica la voglia di fuggire da un mondo schiavo dei social e della tecnologia. Il brano è stato scritto e composto da Matteo Amantia, Giuseppe Lo Iacono ed Emiliano Patrick Legato.
Dopo la partecipazione ad Ora o mai più, gli Sugarfree si dedicano ad un nuovo tour che coinvolge la primavera e l'estate 2025 toccando le principali piazze italiane, avvalendosi anche della partecipazione alla celebre fiera del fumetto catanese Etna Comics con un mini-concerto tenutosi il 30 maggio.
Il 6 giugno 2025 Warner Music Italy ripubblica l'album Clepto-Manie in versione Vinile Azzurro Autografato dai membri storici della band per celebrare i 20 anni dall'uscita del primo album.

## Formazione
Attuale
- Matteo Amantia Scuderi – voce, chitarra
- Giuseppe Lo Iacono – batteria

Musicisti di supporto
- Mario Nasello – basso
- Samuele D'Amico – tastiera
- Jacopo Russo – chitarra

Ex componenti
- Carmelo Siracusa – basso
- Luca Galeano – chitarra
- Vincenzo Pistone – tastiera
- Alfio Consoli – voce, chitarra
- Salvo Urzì – chitarra

Ex componenti (musicisti di supporto)
- Salvo Picardi – chitarra
- Daniele Turiano – chitarra
- Massimo Caruso – tastiera
- Giuseppe Nasello – chitarra

## Discografia

### Album in studio
- 2005 – Clepto-manie
- 2008 – Argento
- 2011 – Famelico

### EP
- 2009 – In simbiosi

### Singoli
- 2004 – Cleptomania
- 2005 – Cromosoma
- 2005 – Tu sei tutto per me
- 2005 – Briciola di te
- 2006 – Solo lei mi dà
- 2006 – Inossidabile
- 2006 – Una donna per amico
- 2008 – Scusa ma ti chiamo amore
- 2008 – Splendida
- 2009 – Regalami un'estate
- 2009 – Amore nero
- 2010 – Scusa ma ti voglio sposare
- 2011 – Lei mi amò
- 2011 – Famelico
- 2012 – Ti troverò
- 2013 – Pura e semplice
- 2016 – Ti amo a Milano
- 2017 – Le tue favole
- 2017 – Non basta stare insieme
- 2019 – Frutta (feat. Serena De Bari)
- 2020 – Niente è come prima
- 2024 – Non è l'amore
- 2025 – Togliersi di torno

### Videografia
| Anno | Titolo                        | Regista/i         |
| ---- | ----------------------------- | ----------------- |
| 2004 | Cleptomania                   | Domenico Liggeri  |
| 2005 | Cromosoma                     | Domenico Liggeri  |
| 2005 | Briciola di te                | Giangi Magnoni    |
| 2006 | Solo lei mi dà                | Domenico Liggeri  |
| 2008 | Scusa ma ti chiamo amore      | Gaetano Morbioli  |
| 2008 | Splendida                     | Gaetano Morbioli  |
| 2009 | Regalami un'estate            | Claudio D'Avascio |
| 2009 | Amore nero                    | Stefano Bertelli  |
| 2011 | Lei mi amò                    | Claudio Zagarini  |
| 2011 | Famelico                      | Filippo Arlotta   |
| 2012 | Ti troverò                    | Filippo Arlotta   |
| 2013 | Pura e semplice               | Filippo Arlotta   |
| 2016 | Ti amo a Milano               | Gianluca Ricceri  |
| 2017 | Le tue favole                 | Marcello Alongi   |
| 2017 | Non basta stare insieme       | Marcello Alongi   |
| 2019 | Frutta (feat. Serena De Bari) | Marco D'Andragora |
| 2020 | Niente è come prima           | TheRegisti        |
| 2024 | Non è l'amore                 | Ivano Barcellona  |
| 2025 | Togliersi di torno            | Ivano Barcellona  |